# Casa mia (Franco Ricciardi)
Casa mia è il dodicesimo album in studio del cantautore italiano Franco Ricciardi, pubblicato nel 2001 dall'etichetta E.R.S. per poi essere distribuito da Zeus Record lo stesso anno.

## Album
Dopo essersi affermato come uno dei maggiori esponenti nella scena napoletana degli anni '90 tra neomelodico e la ricerca di nuovi suoni tra rap e musica etnica, prova a dare un'impronta nazionale ai suoi brani, con testi mischiati in napoletano e italiano che sono ancora oggi molto apprezzati e perciò viene considerato da molti uno dei migliori lavori discografici di Franco Ricciardi.

## Tracce
1. Intro – 0:14
2. L'ascensore – 3:02
3. Sopravvivere – 3:39
4. Amandoti – 3:48
5. Ammore, vita mia! – 2:41
6. Comme chiove – 3:08
7. Verso casa – 3:04
8. Nel silenzio – 3:28
9. Ddoje parole – 3:18
10. Se non è amore – 3:29
11. Di noi – 2:40
12. Filumè – 2:51